# Harricourt
Harricourt é uma comuna francesa na região administrativa de Grande Leste, no departamento Ardenas. Estende-se por uma área de 7,89 km². Em 2010 a comuna tinha 43 habitantes (densidade: 5,4 hab./km²).